# ستروسه
ستروسه (به لهستانی:  Strusy) یک روستا در لهستان است که در گمینا پاپروتنگا واقع شده‌است.